# 西谷村 (兵庫県川辺郡)
西谷村（にしたにそん）は、兵庫県川辺郡にあった村。現在の宝塚市の北半（西谷地区）にあたる。

## 地理
- 山岳：中山、長尾山、大峰山、検見山、古宝山、丸山、向山、布見ヶ岳、竜王山、今井岳、三蔵山
- 河川：僧川、川下川、境野川、波豆川、大原野川、佐曽利川

## 歴史
- 1889年（明治22年）4月1日 - 町村制の施行により、上佐曽利村・下佐曽利村・香合新田・大原野村・長谷村・芝辻新田村・波豆村・境野村・玉瀬村・切畑村・平井村（飛地）・寺畑村（飛地）の区域をもって発足。
- 1955年（昭和30年）3月14日 - 宝塚市に編入。同日西谷村廃止。

## 交通

### 鉄道路線
- 日本国有鉄道
  - 福知山線
    - 武田尾駅（1986年の電化時に線路を移設しており、現在地とは異なる場所にあった）

### バス
- 西谷自動車
  - 村民によって設立したバス会社で、後に阪急バスの子会社となり1997年には「阪急田園バス」となった。2019年7月に阪急バスに吸収合併され[1]同社宝塚営業所西谷出張所となったが、2021年4月1日に宝塚営業所に統合された。2021年4月現在、武田尾駅発着で東部・上佐曽利・波豆方面への路線を運行する[2]。